# Szymon (metropolita kazański)
Szymon (Symeon?; zm. 16 września?/26 września 1649) – biskup Rosyjskiego Kościoła Prawosławnego, być może pochodzenia serbskiego.

## Życiorys
Prawdopodobnie pochodził z Serbii i służył jako biskup w jednej z eparchii Patriarchatu Konstantynopolitańskiego wcielonych do tejże jurysdykcji po podboju Serbii przez Imperium Osmańskie (dawnej eparchii Serbskiego Kościoła Prawosławnego). Nie jest jednak wzmiankowany w żadnym wykazie biskupów serbskich w połowie XVII w. Być może Szymon został pozbawiony katedry na żądanie władz świeckich i przeniesiony w stan spoczynku przez patriarchę konstantynopolitańskiego, a następnie udał się do Rosji. Metropolitą kazańskim został miesiąc po śmierci poprzedniego władyki Mateusza na mocy ukazu patriarchy Józefa z 7 lutego 1646. W dokumentach cerkiewnych określany jest zwykle imieniem Szymon, podczas gdy dokumenty świeckie nazywają go Symeonem.
Brał udział w Soborze Ziemskim na przełomie lat 1648/1649. O jego działalności w Kazaniu brak informacji. Zmarł w 1649 i został pochowany w soborze Zwiastowania w Kazaniu.